# New Corella
New Corella est une municipalité de la province du Davao du Nord, aux Philippines.
Sa population est de 50 699 habitants au recensement de 2010 sur une superficie de 263 km2, subdivisée en 20 barangays.